# 横山広充
横山 広充（よこやま ひろみつ）は、日本のデザイン思考・システムデザイン工学者。工学博士。大阪工業大学ロボティクス＆デザイン工学部システムデザイン工学科准教授。第65回日本デザイン学会春季研究発表大会実行委員会2018委員。ヒューマンインタフェースシンポジウム2017実行委員会委員。
専門は、デザイン思考/システムデザイン工学（特にラピッドプロトタイピング）・イノベーションデザイン、情報デザイン（VR・アバターなど）、環境デザイン・都市環境計画、人間工学（視覚行動、脳波など）・ヒューマンインタフェース。

## 経歴
京都工芸繊維大学工芸学部造形工学科卒業。2003年京都府立大学大学院人間環境科学研究科生活環境科学専攻修士課程修了。大阪工業大学大学院工学研究科建築学専攻博士課程単位取得満期退学、工学博士（大阪工業大学）。
2009年大阪工業大学工学部空間デザイン学科などを経て、2025年現在、同大学ロボティクス＆デザイン工学部システムデザイン工学科准教授。2014年にはデザイン思考教育を展開するスタンフォード大学から講師を迎えたデザイン思考の学内ワークショップに参加している。
主な所属学会は、日本デザイン学会、イノベーション教育学会、人と動物の関係学会、日本建築学会、日本都市計画学会。
主な著書は、イノベーションを生み出す共創・共感のデザイン思考（分担執筆、NEDO2018、学術書）。

## 主な研究
- VRを利用した景観映像閲覧時の視覚行動特性把握に関する研究
- アバターを介したコミュニケーションにおける生理的・心理的影響に関する研究[3]
- VRCGを用いたプロダクトの素材感把握・視線計測に関する研究
- 大型デジタルサイネージ視認時の視覚行動特性に関する研究
- 都市眺望景観把握時の認知特性に関する研究
- 住宅内の脳波特性把握に関する基礎的研究

デザイン思考・イノベーションデザインの対外啓蒙活動として、
NEDO特別講座「ロボットサービス・ビジネススクール」福島ロボティクス・メカトロニクス講演会2017の講師（テーマ：「ユーザードリブンイノベーションとデザイン思考」）、日刊工業新聞デザイン思考第4回講座2018講師、徳島大学イノベーションプラザ主催「デザインセミナ」2018などの講師を担当
。
ロボティクス＆デザイン工学部の「RDクラブ」で産学共同プロジェクト（積水ハウス、サントリーシステムテクノロジーと連携）のサポート、厚生労働省主催介護ロボット学生アイデアチャレンジ2019で大阪工業大学・大阪大学合同チーム監督も務める。
また、指導するロボティクス＆デザイン工学部研究室の学生が作成した動画コンテンツが、Osaka Metro中津駅南改札口前の大型デジタルサイネージに放映されている。
環境情報デザインの啓蒙として、奈良県川上村「源流学」2020を開催。
高校生向けデザイン工学の啓蒙として、兵庫県立芦屋高校、和歌山県立那賀高校(2021)、大阪府立東高校、兵庫県立川西緑台高校(2020)、兵庫県立三木高校、京都府立洛西高校(2019)、滋賀県立甲西学校、兵庫県立加古川北高校、大阪府立阪南高校(2018)などで出張講義を行っている。